# Observation
Observation es una plataforma de recogida, almacenamiento y distribución de observaciones sobre biodiversidad internacional, que ofrece a la comunidad de naturalistas, científicos y organizaciones un conjunto de herramientas para el seguimiento de presencia y abundancia de especies en tiempo real. Nació en Países Bajos en 2005 como proyecto personal de dos naturalistas informáticos holandeses, Hisko de Vries y Dylan Verheul. Al poco tiempo se convirtió en la plataforma de facto de recogida en Países Bajos y Bélgica, y en 2008 dio el salto internacional. La plataforma tiene gran implantación entre los países de Europa, ya que es el lugar de origen del proyecto, aunque está disponible en cualquier país del mundo.
A día de hoy es la plataforma internacional de biodiversidad que más datos con calidad científica aporta al proyecto GBIF, de la cual es miembro asociado, al sumar las observaciones de los portales de la familia de Observation un total de 58 millones de citas. Tiene el apoyo institucional del Naturalis Biodiversity Center, que le da soporte tanto técnico como humano.
La plataforma consta de una base de datos georeferenciada que reúne las aportaciones recogidas en sus portales Web y aplicaciones móviles.

## La Observación
La plataforma se centra en la recogida de observaciones individuales de cualquier ser vivo, en cualquier momento y lugar. Permite, además de registrar información básica (especie, lugar y fecha), incorporar información adicional detallada de cada observación con campos de número, apariencia, comportamiento, sustrato o especie relacionada. A cada observación se le pueden añadir fotos y sonidos, con lo que se convierte en una herramienta perfecta como cuaderno de campo digital. 
Además de las funciones básicas para registrar observaciones casuales, permite registrar recorridos y tiempos de observación en forma de transectos o conteos. Esta posibilidad la convierte en una herramienta perfecta tanto para el naturalista aficionado como para el profesional, útil para registrar avistamientos de biodiversidad o proyectos de ciencia ciudadana más complejos. Permite anotar atropellos, electrocuciones, fenologías, estado reproductor o incluso moléstias como vertidos o disparos.

## Explorando el entorno
La plataforma ofrece diversas herramientas para explorar fácilmente la biodiversidad de una zona. Su base de datos está estructurada en áreas georeferenciadas, sobre las que se pueden consultar listados de especies, mapas de distribución, fenologías o ranking de usuarios.
Para ayudar con la identificación de las especies, la plataforma incorpora tanto en su web como en las aplicaciones móviles un sistema de inteligencia artificial, conocido como NIA, para la determinación de especies. NIA ha sido entrenada para reconocer más de 22.000 especies de seres vivos de Centroeuropa.

## Proyectos
La plataforma permite a los proyectos de ciencia ciudadana tener un espacio personalizado con el que motivar a la colaboración, así como mostrar los resultados en tiempo real.

### Proyectos con y sin protocolo
Acoge tanto proyectos de observaciones casuales, como proyectos con un protocolo de recogida sistemático de información. Por ejemplo, Observation es la plataforma para la recogida de citas del Plan Stop Atropellos de Fauna (Plan SAFE), o el proyecto AquaCoLab de la Universidad de Burgos.

### BioBlitz
Un BioBlitz es un tipo proyecto de ciencia ciudadana muy especial, que tiene como objetivo registrar el máximo número de especies en un área durante un período determinado de tiempo. Colaboran científicos, naturalistas y voluntarios para realizar un muestreo de campo intesivo (normalmente en 24 horas).
La plataforma permite a los usuarios registrar su propio proyecto de BioBlitz, definiendo un área y un rango de fechas, creando una página en la que recoger todas las citas que se generen durante el evento y hacer un seguimiento en tiempo real del mismo. Por ejemplo: I BioBlitz Pablo de Olavide, realizado en el campus de la Universidad Pablo de Olavide de Sevilla.

## Calidad de los datos
La información enviada a Observation es revisada tanto automática como manualmente por un equipo de expertos voluntarios, que se esmeran en localizar y corregir los posibles errores cometidos por los naturalistas, además de ayudar con la identificación en aquellas observaciones con dudas. Se sigue un protocolo de validación detallado y herramientas de filtrado que facilitan la localización de observaciones sospechosas.

## Aplicaciones móviles
Una vez registrados en Observation.org, los naturalistas pueden subir sus citas directamente desde el móvil con las aplicaciones ObsMapp (Android) y iObs (iOS). Con ellas pueden registrarse todo tipo de observaciones, transectos y conteos en punto.
Para animar a participar a naturalistas más jóvenes se incorpora ObsIdentify a la familia de aplicaciones de Observation.org. Con una interfaz amigable y elementos de gamificación, busca facilitar a los potenciales aficionados de la naturaliza el descubrimiento de la biodiversidad que les rodea.

## Portales
- Observation.org: Portal internacional principal

### Subportales nacionales
La plataforma soporta portales nacionales, en los que se muestra información referente al páis al que pertenecen, aunque toda la información está en la misma base de datos
- Waarneming.nl: Portal de Países Bajos
- Waarnemingen.be | Observations.be: Portal de Bélgica
- Observation.es: Portal de España

### Portales de socios y organizaciones
- SECEM: Portal de la SECEM